# Coco Solo

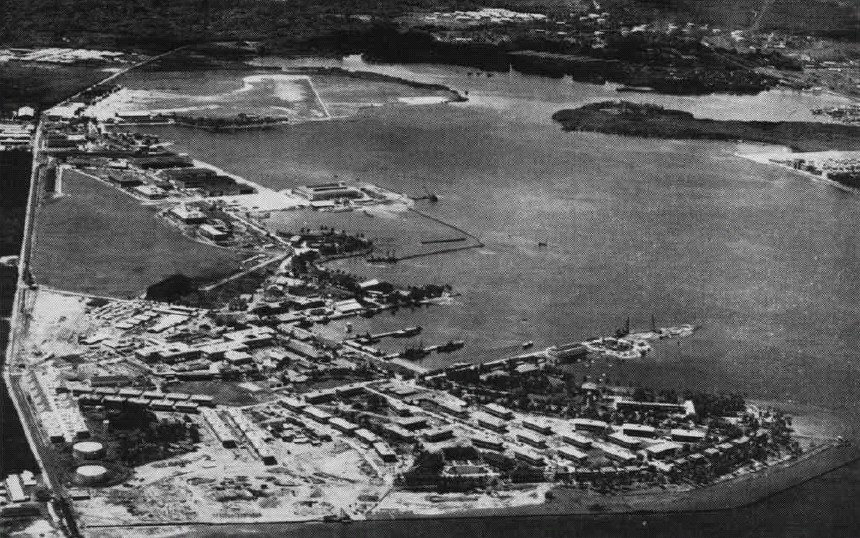
Coco Solo 1941

Coco Solo var en amerikansk ubåtsbas. Basen grundades 1918 på en ögrupp i Atlanten nära staden Colón, Panama. 
Presidentkandidaten John McCain föddes på basens sjukhus 1936.